# Château de Beauvais (Bonnat)
Pour les articles homonymes, voir Château de Beauvais.
Le château de Beauvais est situé sur la commune de Bonnat, dans le département de la Creuse, région Nouvelle-Aquitaine, en France.

## Historique
Ce fief a appartenu à la famille d’Aygurande, en Berry, de 1438 à 1718. En 1651, le château appartenait à Gilberte de la Court. Son fils François d’Aygurande était, écuyer, seigneur de Beauvais.
En 1659, le fief était en possession de Charlotte de Saint Maur. En 1770 le château passa à la famille de Saint julien, dont Gilbert était baron de Saint Vaury, vicomte de Bernage. Jeanne Bertrand Dame de Beauvais, porta la baronnie à Etienne de la Celle. Celui-ci la donna à son neveu Valéry d’Argier baron de Saint Vaury, Malval, vicomte de Bernage. C’est Anne de Saint Maur qui va régner sur Beauvais à la suite d'un héritage. À la Révolution, son époux s’exile, mais il revient en France pour rejoindre son épouse. Malheureusement, il est reconnu, puis arrêté et jugé à Guéret en qualité d’émigré revenu en France, il est déclaré coupable et guillotiné le 27 août 1793. 
Le corps de logis est en retour d’équerre flanqué de trois tours circulaires. L’une, à l’angle extérieur, donne sur une cour. Les deux autres sont placées à l’arrière du bâtiment.
Les façades recouvertes de lierre, sont ouvertes, sur l’une des façades, d’une galerie d’arcades.